# Роанок

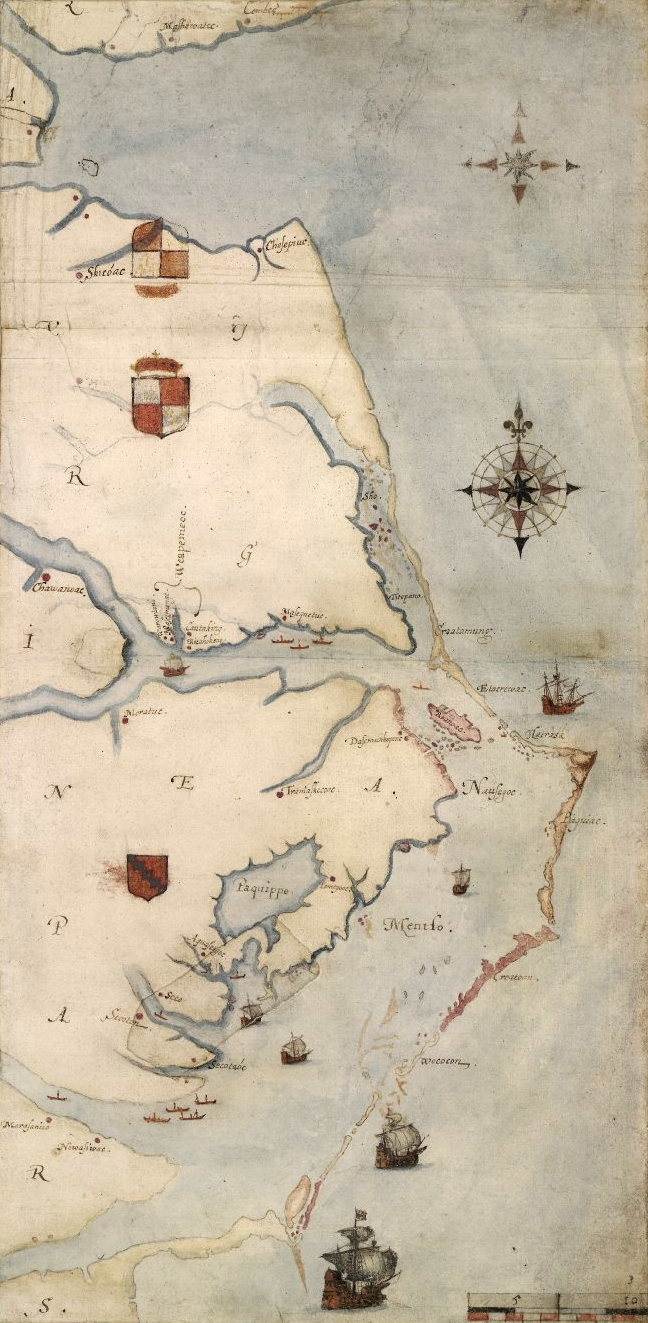
Английская карта восточного побережья Северной Америки от Чесапикского залива до мыса Лукаут, составленная в 1585 году Джоном Уайтом (Британский музей). Остров Роанок отмечен розовым цветом

Колония Роанок (англ. The Roanoke Colony), также «Потерянная колония» (англ. Lost Colony) — английская колония на одноимённом острове (в настоящее время — в округе Дэр, Северная Каролина, США), основанная на средства сэра Уолтера Рэли при королеве Елизавете I в целях создания первого постоянного английского поселения в Северной Америке.
Попыток организовать колонию было несколько: первая группа колонистов из-за бедственного положения покинула остров; прибывшие в качестве поддержки первой группе ещё 400 колонистов, увидев заброшенное поселение, отправились обратно в Англию, остались только 15 человек. Вторая группа числом больше сотни считается пропавшей. Её глава, Джон Уайт, отправившийся в Англию за подмогой, не обнаружил колонистов по возвращении, зато на столбе частокола было нацарапано слово «Cro» (вероятно, начальные буквы Кроатоан).
Популярная история об «исчезнувшей колонии», тесно связанная с соседствующим индейским племенем кроатоан, послужила основой множества художественных произведений и фильмов. Наиболее распространено мнение, что колонисты подверглись пленению местными враждебными племенами либо были вывезены с острова испанцами или пиратами.

## Предыстория

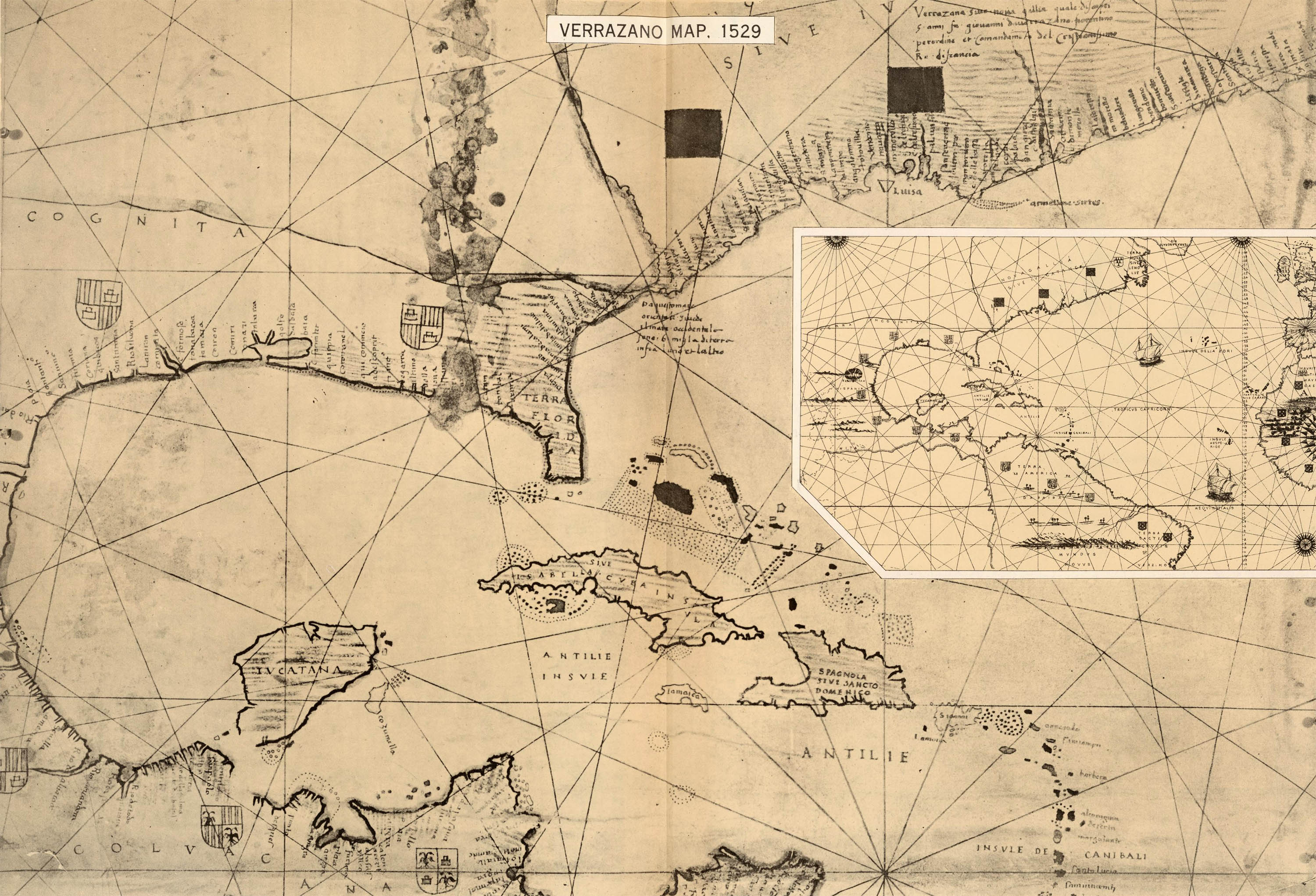
Карта 1529 года, изображающая «море Верраццано», простирающееся от северной части Атлантического океана до Внешних отмелей

Внешние отмели были открыты в 1524 году Джованни да Верраццано, который принял пролив Памлико за Тихий океан и пришёл к выводу, что барьерные острова являются перешейком. Признавая это как потенциальный путь к Китаю, он представил свои находки королю Франции Франциску I и королю Англии Генриху VIII, ни один из которых не занялся этим вопросом.

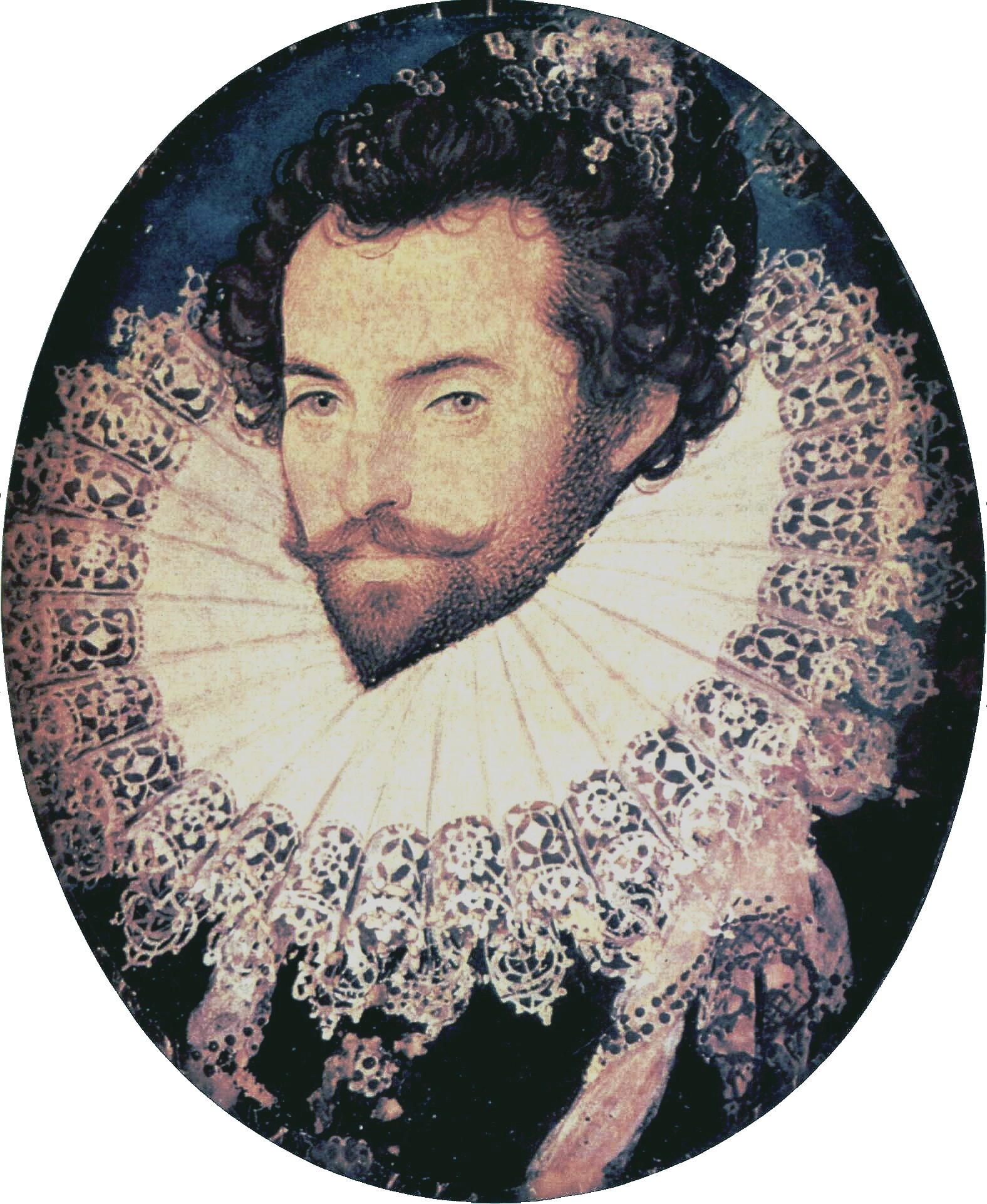
Сэр Уолтер Рэли. Миниатюра (акварель) Николаса Хиллиарда, около 1585 г. Национальная портретная галерея, Лондон

25 марта 1584 года королева Елизавета I дала Уолтеру Рэли разрешение на колонизацию. Указ Елизаветы I уточнял, что у Рэли есть 10 лет на основание колонии в Северной Америке, в противном случае он потеряет своё право на колонизацию. Рэли и Елизавета I организовали это предприятие, понимая, что оно откроет им путь к богатствам Нового Света и новая колония будет служить военно-морской базой для нападений на флот и американские колонии Испании.
Сам Рэли никогда не посещал Северную Америку, но в 1595 и 1617 годах он возглавлял экспедиции к бассейну реки Ориноко в Южной Америке в поисках легендарного города Эльдорадо.

## Первая группа поселенцев
27 апреля 1584 года Рэли отправил экспедицию, которую возглавляли Филип Амадэс и Артур Барлоу, с целью исследовать восточное побережье Северной Америки. На остров Роанок они прибыли 4 июля и вскоре установили отношения с местными жителями, племенами Секотан и Кроатан. Барлоу вернулся в Англию вместе с двумя кроатанцами по имени Мантео и Уанчиз, которые описали Рэли политику и географию области. Основываясь на этой информации, Рэли послал вторую экспедицию во главе с сэром Ричардом Гренвиллом. Ему было приказано дополнительно исследовать данный район и вернуться обратно в Англию с докладом об успехе операции.
Флотилия Гренвилла отправилась в путь из Плимута 9 апреля 1585 года. Она состояла из пяти кораблей: «Тигр» (корабль Гренвилла), «Косуля», «Красный Лев», «Елизавета» и «Дороти». У побережья Португалии флотилия столкнулась со штормом, который отделил «Тигра» от остальных кораблей. На подобный случай у капитанов был подготовлен план действий, согласно которому они должны были встретиться в Пуэрто-Рико. 11 мая «Тигр» прибыл в «Бухту Мускито».

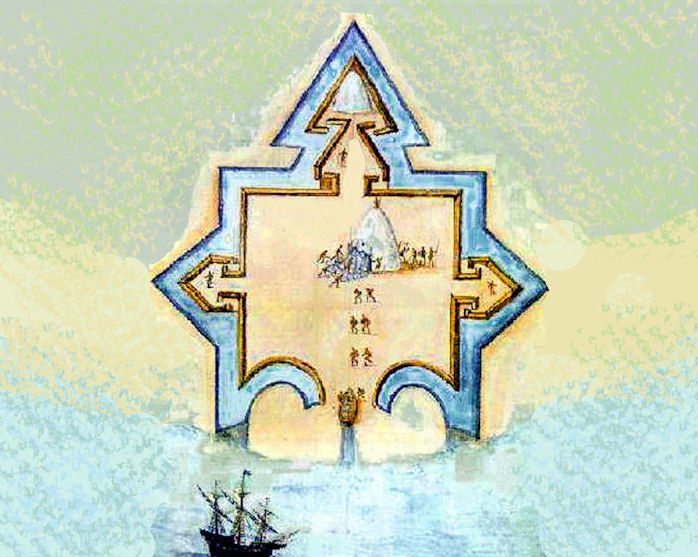
Акварельное изображение форта, который был сооружён в «Бухте Мускито». Он имеет некоторые сходства с фортом, построенным на острове Роанок.

Ожидая остальные корабли, Гренвилл наладил отношения с жителями испанских колоний в Америке. Кроме того, он построил форт. «Елизавета» прибыла вскоре после окончания его сооружения. В конце концов Гренвилл не стал ждать остальные корабли и отправился в путь 7 июня. Форт оказался заброшенным, а его местоположение осталось неизвестным.
26 июня «Тигр» проплывал по Окракок-Инлет, но сел на мель и потерял большую часть запасов съестного. После починки в начале июля «Тигр» встретился с «Косулей» и «Дороти», которые прибыли в воды Внешних отмелей вместе с «Красным Львом» несколькими неделями ранее. Однако «Красный Лев» высадил своих пассажиров, а его экипаж отправился в Ньюфаундленд, чтобы заниматься каперством.

### В Новом Свете
29 июля 1585 года экспедиция прибыла к берегам Америки. После первоначальной разведки материкового побережья и местных индейских поселений, англичане обвинили туземцев из деревни Аквакогок в краже серебряной чашки. Деревня была разрушена и сожжена вместе с вождём племени. Это происшествие также описывается Ричардом Хаклюйтом. Его отчёты основываются на сведениях, полученных от различных банкиров, в том числе и от самого Уолтера Рэли. Сам Хаклюйт никогда не бывал в Новом Свете.
Несмотря на этот инцидент и отсутствие продовольствия, Гренвилл решил оставить Ральфа Лэйна и 107 мужчин для создания английской колонии на северной оконечности острова Роанок, пообещав вернуться в апреле 1586 года с большим количеством людей и свежих материалов. Группа во главе с Лэйном высадилась на берег 17 августа 1585 года и построила небольшой форт на острове. На данный момент не существует никаких его изображений, но он был схож с фортом, сооружённым в «Бухте Мускито».

К апрелю 1586 года Лэйн организовал экспедицию, занявшуюся исследованием реки Роанок и, возможно, поиском легендарного «фонтана молодости». Однако отношения с соседними племенами были настолько испорчены, что индейцы напали на экспедицию, возглавляемую Лэйном. В ответ на это колонисты напали на центральную деревню аборигенов, где убили их вождя Винджина. 

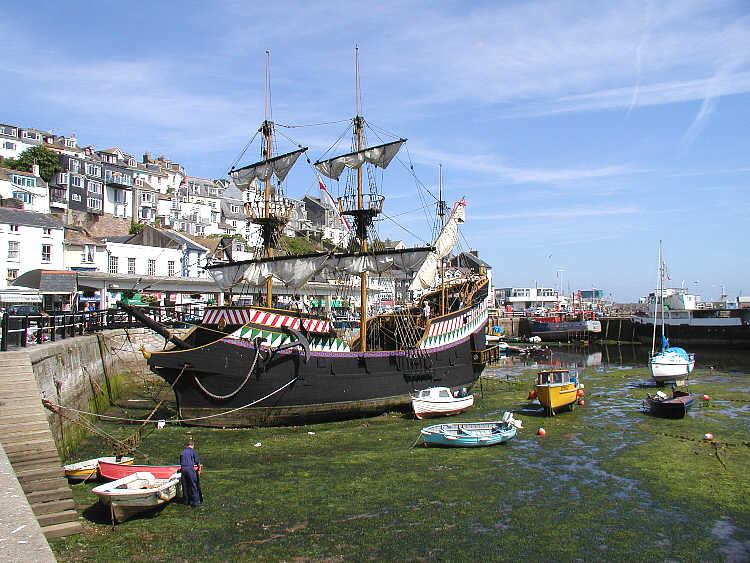
Золотая лань — корабль Фрэнсиса Дрейка.

По прошествии апреля флота Гренвилла всё ещё не было. Колония существовала с трудом из-за недостатка продовольствия. Кроме того, форт был атакован местными индейцами, но колонисты смогли им противостоять. К счастью для поселенцев, в июне мимо Роанока проплывала экспедиция сэра Фрэнсиса Дрейка, возвращавшаяся домой из успешного похода на Карибы. Дрейк предложил колонистам плыть с ним в Англию. Многие согласились, в том числе и металлург Иоаким Ганс. Так поселенцы Роанока привезли в Европу табак, сахарную кукурузу и картофель.
Вспомогательный флот Гренвилла прибыл через две недели после отплытия колонистов с Дрейком. Найдя брошенную колонию, Гренвилл решил вернуться в Англию, оставив на острове только 15 человек для поддержания английского присутствия и прав Рэли на колонизацию Роанока.

## Вторая группа
В 1587 году Рэли направил вторую группу, которая должна была колонизировать Чесапикский залив. Эту группу из 155 человек возглавлял Джон Уайт, художник и друг Рэли; он также участвовал и в прошлых экспедициях в Роаноке. Новым колонистам поставили задачу найти 15 человек, оставленных в Роаноке. Однако, прибыв туда 22 июля 1587 года, они не нашли никаких их следов, кроме останков (костей) единственного человека. Одно местное племя, всё ещё дружественное к англичанам, Кроатоан на современном острове Хаттераса, сообщило, что мужчины подверглись нападению, но девятеро выжили и приплыли на их побережье в лодке.
Командующий флотом Симон Фернандес не дал колонистам вернуться на корабли и приказал обустроить новую колонию на острове Роанок.
Уайт вновь наладил отношения с племенем Кроатоан. Однако оскорблённые племена, на которые напал Лэйн, отказались встречаться с новыми колонистами. Вскоре после этого колонист по имени Джордж Хоу был убит туземцами, когда искал крабов в одиночку в Альбимейл Саунд. Зная, что случилось во время пребывания Ральфа Лэйна, опасавшиеся за свои жизни колонисты убедили главу колонии Уайта вернуться в Англию, чтобы объяснить ситуацию в колонии и попросить помощи. В момент отплытия Уайта в Англию на острове оставалось 115 мужчин и женщин, а также новорождённая внучка Уайта, Вирджиния Дэр — первый ребёнок-англичанин, рождённый в Америке.
Пересечение Атлантики в конце года было рискованным предприятием. Планы по оказанию чрезвычайной помощи флота были выполнены с опозданием, вызванным отказом капитанов плыть обратно в течение зимы. Вскоре после этого Англия была атакована Непобедимой армадой в ходе англо-испанской войны. Каждое английское судно было задействовано в битве, из-за чего Уайт не мог вернуться в Роанок. Весной 1588 года Уайт заполучил два небольших корабля и отправился к Роаноку. Его планы были сорваны: желая извлечь выгоду, капитаны попытались захватить несколько испанских кораблей, которые отправлялись за границу. Капитанов захватили, а их груз отобрали. Уайт был вынужден вернуться в Англию, так как ему было нечего везти колонистам. Таким образом из-за войны с Испанией Уайт не смог отправиться в колонию ещё три года. В конце концов, он смог сесть на судно каперов, попросив остановиться у Роанока по пути с Кариб.
18 августа 1590 года[календарный стиль?], на третий год рождения своей внучки, Уайт наконец прибыл на остров, но нашёл поселение покинутым. Он организовал поиски, но его люди так и не смогли найти каких-либо следов колонистов. Приблизительно 90 мужчин, 17 женщин и 11 детей исчезли; не было никаких признаков борьбы или сражения.
Единственным ключом были буквы «CRO», вырезанное на одном из деревьев недалеко от форта, а на частоколе вокруг деревни было слово «CROATOAN». Также было найдено два захороненных скелета. Все здания и укрепления были разобраны, что значило, что поселенцы не были вынуждены быстро уйти. До того как колония исчезла, Уайт постановил, что если что-либо случится с ними, они должны будут изобразить мальтийский крест на дереве неподалёку от них; это бы значило, что они вынуждены были уйти. Никакого креста не было, и Уайт на основании этого считал, что они передвинулись вглубь острова Кроатан. Продолжать поиски казалось немыслимым: надвигался сильный шторм, а его люди отказались идти дальше. На следующий день они покинули остров.

## Судьба исчезнувшей колонии
Только спустя 12 лет Рэли решил узнать, что же случилось с его колонией. В 1602 году была отправлена экспедиция во главе с Сэмюэлем Мейсом. От предыдущих она отличалась тем, что Рэли купил собственное судно, а экипажу пообещал зарплату, чтобы он не отвлекался занятиями каперством. Тем не менее, Рэли намеревался извлечь выгоду из этой экспедиции. Корабль Мейса остановился во Внешних отмелях, чтобы собрать ароматической древесины или растений (например, сассафрас), которые можно было прибыльно продать в Англии. Когда Рэли снова сосредоточился на Роаноке, погода испортилась, и экспедиции пришлось вернуться в Англию, так и не добравшись до острова. После этого Рэли был арестован за государственную измену и не смог послать другие экспедиции.
Испанцы тоже были заинтересованы в нахождении колонии. Они знали о планах Рэли об использовании Роанока как базы для каперства и надеялись её уничтожить. Кроме того, им поступали неточные сообщения о деятельности колонии, поэтому они представляли её гораздо более развитой и успешной, чем она была на самом деле. В 1590 году испанцы нашли остатки колонии совершенно случайно, но предположили, что основная её часть находилась в области Чесапикского залива, куда изначально хотел направиться Джон Уайт. Однако у властей Испании не нашлось достаточно поддержки от народа, чтобы совершить такую авантюру.

## Гипотезы об исчезновении колонии
Основная гипотеза относительно судьбы потерянной колонии заключается в том, что поселенцы рассеялись по местности и были поглощены местными племенами.

### Тускарора
В книге Роя Джонсона «Исчезнувшая колония в фактах и легендах» говорится:

Свидетельство, что некоторые из Пропавших Колонистов все ещё жили в 1610 году приблизительно в местности Тускароа, впечатляет. Карта внутренней области того, что является теперь Северной Каролиной, составленная в 1608 году джеймстаунским поселенцем Фрэнсисом Нельсоном, является самым красноречивым доказательством этого. Этот документ, называемый «Карта Зунига», сообщает: «4 мужчины, одетые, как будто они прибыли с Роанока» всё ещё живут в городе Пакерукиник, очевидно, это земля Ирокезов на реке Ниси. Это также подтверждается сообщениями в 1609 году в Лондоне об англичанах с острова Роанок, живущих под предводительством вождя «Джепонокан», очевидно, в Пакерукинике. Джепонокан удерживал «четырёх мужчин, двух мальчиков» и «одну молодую девушку» (Вирджиния Дейр?) из Роанока как добытчиков меди.
10 февраля 1885 года член Палаты представителей Гамильтон Макмилан помог принять «Билль Кроатан» который официально определял индейское население вокруг графства Робисон как Кроатоан. Через два дня, 12 февраля 1885 года газета «Фийтевильский наблюдатель» опубликовала статью о происхождении индейцев Робсона. Вот выдержка из неё:

По их словам, предания сообщают, что люди, которых мы называем индейцами Кроатоан (хотя они не признают этого названия, и говорят что они были Тускарорами), были всегда дружественными белым; и найдя их лишенными припасов и отчаявшимися когда-либо получить помощь из Англии, убедили их оставить остров, и идти вглубь материка. Они постепенно переселились дальше от их изначального места, и обосновались в местности Робсон, в центре графства".

### Нападение индейцев
Вторая по популярности и очень убедительная версия. Но тут тоже есть аргумент против: на деревьях, где поселенцы оставили знаки, не было креста, который бы означал, что им пришлось бежать с Роанока и спасаться от опасности.
Конечно, можно допустить, что нападение было внезапным и люди просто не успели вырезать условный знак. Но прибывший на остров в 1590 году Уайт не обнаружил ни трупов, ни сожжённых строений. Таким образом, нет никаких свидетельств, подтверждающих, что поселенцы стали жертвами нападения со стороны индейцев.

### Жертвоприношение
Индейцы поклонялись богу Кроатону, от имени которого происходит название племени и соседнего с Роаноком острова. Возможно, что на острове имел место случай массовой галлюцинации, которую устроил шаман индейского племени, а затем белых поселенцев принесли в жертву богу Кроатану.

### Чесепиан
Другие выдвигают гипотезу, что эта колония переместилась целиком, и была позже разрушена. Когда капитан Джон Смит и джеймстаунские колонисты обосновались в Виргинии в 1607, одна из их основных задач состояла в том, чтобы определить местонахождение колонистов Роанока. Местное население рассказало Смиту о людях, живущих в окрестностях Джеймстауна, которые одеваются и живут как англичане.
Вождь Вахунсунакок (более известный под именем вождя Поухатан) рассказал Смиту о том, что это он уничтожил колонию Роанока, так как они жили с племенем Чесепиан и отказывались присоединяться к его племенам. Для подтверждения своих слов Поухатан продемонстрировал несколько железных орудий труда английского производства. Никаких тел не было найдено, хотя были сообщения об индейском могильном холме на Пайн-Бич (в настоящее время — Норфолк), где, возможно, была расположена деревня Чесепиана — Скиоак.

### Гибель в океане
Тем не менее, другие предполагают, что колонисты просто отказались от ожидания, попытались вернуться в Англию и погибли во время попытки возвращения. Когда Уайт покинул колонию в 1587 году, там оставались пинас и несколько небольших судов для разведки побережья или переезда колонии на материк. Все суда остались в бухте[уточнить].

### Испанцы
Существует предположение, что колонию уничтожили испанцы. Так, в начале XVI века испанцы уничтожили французскую колонию Форт Шарль на юге Южной Каролины, а затем убили жителей Форт-Каролин — французской колонии на территории современной Флориды. Однако данная версия маловероятна, поскольку испанцы по-прежнему искали английскую колонию через 10 лет после того, как Уайт обнаружил исчезновение колонии.
Англия собиралась колонизировать американское побережье. Испанская корона имела свои виды на эти земли и в те времена была для Англии врагом номер один. Испанцы, конечно же, прекрасно знали о месте основания нового поселения и стремилась не допустить появления колонии.
В 1586 году знаменитый английский пират Фрэнсис Дрейк разграбил Сан-Аугустин во Флориде, самое северное испанское поселение в Америке. Направляясь домой, он поплыл на север вдоль американского побережья. До испанского губернатора дошли слухи, что англичане строят на севере форт, а возможно даже и хотят основать колонию. Губернатор не знал, что Фрэнсис Дрейк всего-навсего сделал остановку в Вирджинии и забрал терпящих бедствие колонистов с Роанока. Вероятно, испанец не знал и о второй группе поселенцев, оставленных на Роаноке Уайтом в 1587 году. Однако в июне 1588 года он послал на разведку небольшой корабль. Обследовав Чесапикский залив, испанцы наткнулись на остров Роанок. И хотя ни поселенцев, ни укреплений они там не увидели, всё же имели приказ уничтожить колонию при первой же возможности.
Однако они это не сделали. Все суда, находившиеся в Вест-Индии, включая и те, что готовились отправиться к Роаноку, были зафрахтованы для перевозки на родину сокровищ испанских колоний — награбленного у индейцев золота и серебра. Испанская экспедиция из Вест-Индии в Северную Америку была сначала отложена, а затем и отменена. Таким образом, в исчезновении колонии испанцы не виноваты.

### Эпидемия
Все население острова Роанок могло погибнуть от неведомой болезни.
Но есть аргумент против: ни единого тела обнаружено не было.

### Ассимиляция
Кроатон или Хаттерас — это не только название острова, но ещё и название индейского племени, одного из многих, что ранее населяли территорию современной Северной Каролины. Историк Джон Лоусон беседовал с представителями этого племени в 1709 году, и вот что он записал:
Индейцы-хаттерасы либо жили в то время на острове Роанок, либо часто посещали его. Они рассказывают, что несколько их предков были белыми людьми. В правдивости сего нас убеждает серый цвет глаз, что часто встречается у этих индейцев, но больше — ни у каких других. Они чрезвычайно горды своим родством с англичанами и готовы оказывать им всевозможные дружеские услуги.
Есть и дополнительные факты, говорящие в пользу версии Лоусона. Имена некоторых индейцев племени хаттерас повторяют имена колонистов с острова Роанок, а их язык носит явные следы влияния английского языка в той форме, в какой он существовал четыре века назад. Возможно, колонисты не выдержали суровых условий жизни, обратились за помощью к индейцам-хаттерасам и со временем ассимилировались.

### Переселение на Хаттерас
В 2020 году американские археологи предположили, что поселение перебралось на соседний остров Хаттерас. Там были обнаружены множество артефактов XVI века. Особенно показательным оказалось наличие женских украшений, что явно указывает на поселенцев Роанока, поскольку только в этой колонии проживали женщины.
Длившиеся больше 10 лет археологические раскопки в окрестностях Бакстона обнаружили в апреле 2025 года в почве большое количество молотковой чешуи, датированной XVI веком. И поскольку технология металлообработки не была известна местным жителям, этот факт фактически ставит точку в поисках судьбы пропавшей колонии.